# Evisa
Evisa là một chi bướm đêm thuộc họ Noctuidae.

## Loài
- Evisa reisseri Wiltshire, 1952
- Evisa schawerdae Reisser, 1930